# Washington Square Arch

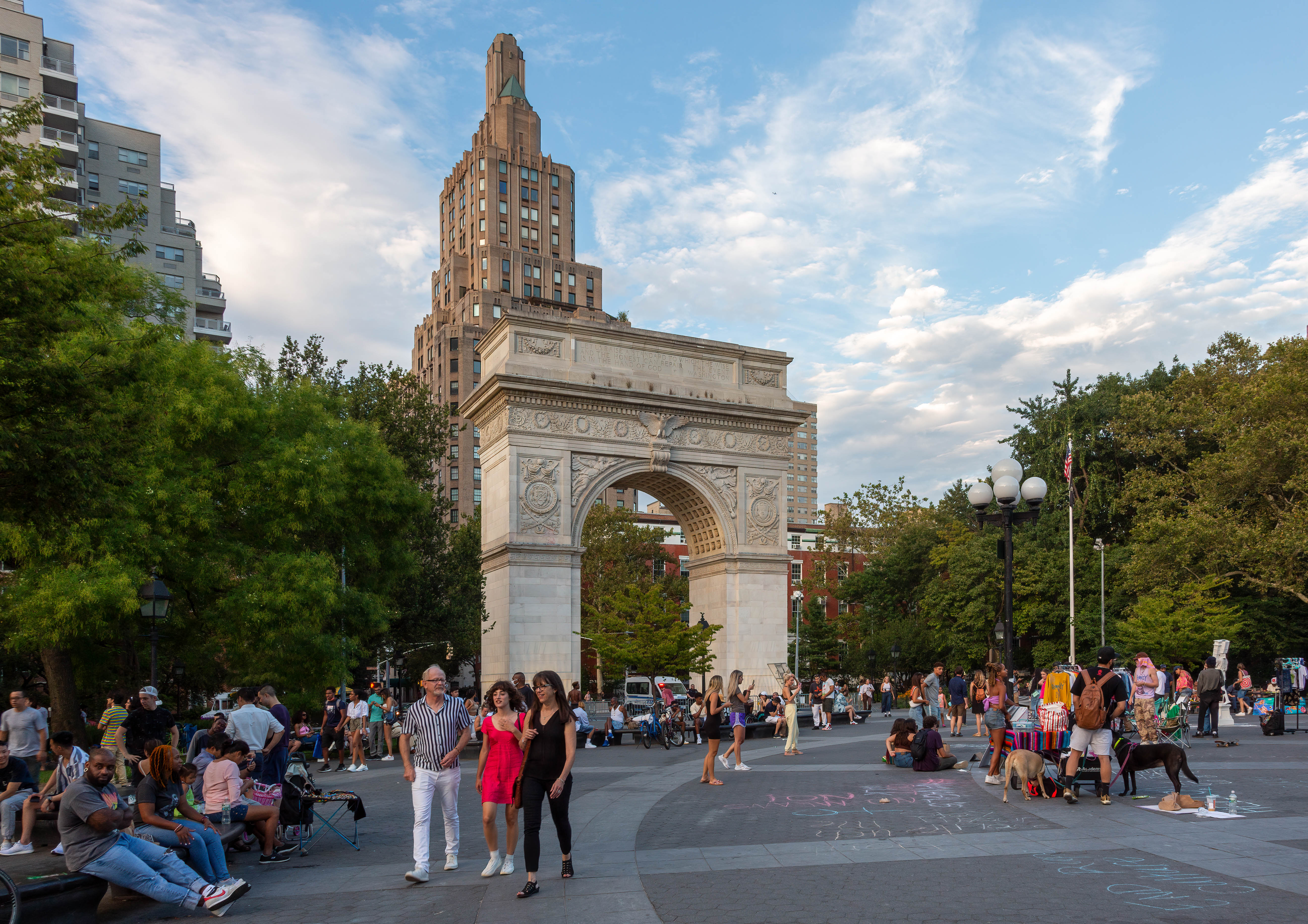
Washington Square Arch mit Park

Ansicht im Detail

Der Washington Square Arch ist ein Triumphbogen im Washington Square Park in New York City an der Fifth Avenue und Washington Square North in Lower Manhattan.
Er wurde von Stanford White zur Hundertjahrfeier des Amtsantritts George Washingtons als erstem Präsidenten der Vereinigten Staaten in Form eines hölzernen Triumphbogens entworfen. Der Bogen hatte so überzeugt, dass er durch eine Version aus Marmor ersetzt wurde. Im Mai 1895 wurde die endgültige Version des 23,4 m hohen Bogens eingeweiht.
Die Skulpturen Washingtons als General und Präsident am Pfeiler wurden 1916 bzw. 1918 hinzugefügt. Bis zur Umgestaltung des Washington Squares Parks 1971 durch Robert Nichols durften Autos den Bogen durchfahren. In den 1980er-Jahren kam der Platz um den Bogen in Verruf, da er als Drogendealertreff missbraucht wurde. Dies änderte sich seit den 1990er-Jahren, heute gilt er als relativ sicherer Ort. 2004 wurde der Bogen für 2,7 Millionen US-Dollar renoviert.
Der Bogen war ein Schauplatz des Liebesfilms Harry und Sally. Und des Filmes ‚I am Legend‘.